# Maestro di palazzo
Il maestro di palazzo, detto anche signore di palazzo o maggiordomo di palazzo (in latino maior domus, "maggior servitore della casa") era, nella Gallia merovingia e poi in quella carolingia, il funzionario che sovrintendeva al palazzo reale, all'epoca vero e proprio cuore amministrativo del regno.

## Funzioni
Chi veniva investito dell'incarico assumeva un potere pari quasi a quello del proprio signore: ne era il consigliere personale, assisteva alle udienze, ne svolgeva le veci in caso di assenza, di malattia, o di morte (in attesa dell'investitura del successore). 
Grazie a questa grande libertà di azione, con l'andare del tempo i maggiordomi assunsero un potere via via crescente, sia in ambito politico sia amministrativo, arrivando a occuparsi, in vece del sovrano, di tutte le attività politiche e militari, fino in alcuni casi a sostituire lo stesso Re.

## Storia
Le prime figure di maggiordomo di palazzo si hanno nel 511 con la morte di Clodoveo I, che era riuscito a creare il vasto regno dei Franchi Salii nel cuore dell'Europa.
Fondamentale per l'accrescimento della carica fu l'appoggio che Pipino il Vecchio (... - 640) (maior domus d'Austrasia) diede, assieme al vescovo Arnolfo di Metz, a Clotario II nella lotta dinastica scatenatasi alla morte di Clotario I (primi decenni del VII secolo). Il matrimonio tra la figlia di Pipino, Begga e il figlio di Arnolfo Ansegiso, fu la radice da cui si svilupperà poi la dinastia dei Carolingi (che ha inizio nel 768). Pipino di Herstal o Pipino il giovane, discendente di quest'unione, riuscì infatti a rendere ereditaria la carica di Maggiordomo.
Nel 732 Carlo Martello, Maggiordomo di palazzo e figlio di Pipino di Herstal sconfisse gli Arabi, che provenivano da al-Andalus e premevano alla frontiera sud, nella battaglia di Poitiers; l'episodio contribuì ad accrescere il prestigio militare e il potere personale di Carlo, che malgrado non avesse mai ottenuto il titolo di re, ebbe da allora credito ed autorità maggiori degli stessi sovrani. Il suo potere marcò i primi passi della linea carolingia. Gli succedette il figlio Pipino il Breve che dapprincipio fu riconosciuto dal re longobardo come suo pari. La sua incoronazione avvenne il 28 luglio 754 per mano del vescovo di Magonza, in nome di papa Zaccaria, che gli aveva riconosciuto il diritto di detronizzare il re.
Pipino il Breve depose, dunque, nel 751 l'ultimo esponente dei Merovingi, Childerico III, al quale furono tagliati i lunghi capelli, simbolo di forza tra i Franchi, prima di venire rinchiuso nell'abbazia di San Bertino.

## Maestri di palazzo di Austrasia
- Partenio (fino al 548) (forse)
- Gogo (576-581)
- Wandelino (581-?)
- Gandolfo (596-600)
- Radon (613-616)
- Ugo (616-618)
- Pipino di Landen (623-633)
- Adalgiselo (633-639)
- Pipino di Landen (639-640), per la seconda volta
- Ottone (640-643)
- Grimoaldo I (643-656)
- Wulfoaldo (656-680)
- Pipino di Herstal (680-714)
- Teodoaldo (714-716)
- Carlo Martello (716-741)
- Carlomanno (741-747)
- Drogone II (747-751)

## Maestri di palazzo di Neustria
- Aega (639-641)
- Ercinoaldo (641-658)
- Ebroino (658-673)
- Wulfoaldo (673-675), anche maggiordomo di Austrasia
- Leodesio (675-676)
- Ebroino (676-681), per la seconda volta
- Warattone (681-686), nel 682 il potere fu esercitato da suo figlio, Gislemaro
- Bertario (686-688)
- Pipino di Herstal (688-695), anche maggiordomo di Austrasia
- Grimoaldo II (695-714)
- Teodoaldo (714-715), anche maggiordomo di Austrasia
- Ragenfrido (715-719)
- Carlo Martello (719-741), anche maggiordomo di Austrasia
- Pipino il Breve (741-751), che divenne re dei Franchi

## Maestri di palazzo di Burgundia
- Aega (639-641), anche maggiordomo di Neustria
- Flaocado (641-642)
- Ercinoaldo (642-658), anche maggiordomo di Neustria
- dal 642 al 695 il titolo fu tenuto dal maggiordomo di Neustria
- Drogone I (695-708)
- Grimoaldo II (708-714), anche maggiordomo di Neustria
- dal 708 il titolo fu tenuto dal maggiordomo di Neustria.